# アウグスト・ポロソ
アウグスト・ポロソ（Augusto Jesús Poroso Caicedo、1974年4月13日 - ）は、エクアドルの元サッカー選手。元エクアドル代表。ポジションはディフェンダー。

## 来歴
1999年にエクアドル代表デビュー。2002 FIFAワールドカップ・南米予選では11試合に出場、南米2位でエクアドル史上初となる2002 FIFAワールドカップ出場権を獲得した。ワールドカップではグループステージ全3試合に出場した。2004年までに37試合に出場、1得点をあげた。

## 代表歴

### 出場大会
- エクアドル代表
  - 2002 FIFAワールドカップ

### 試合数
- 国際Aマッチ 37試合 1得点（1999年-2004年）[1]

| エクアドル代表 | 国際Aマッチ | 国際Aマッチ |
| 年             | 出場        | 得点        |
| -------------- | ----------- | ----------- |
| 1999           | 6           | 0           |
| 2000           | 10          | 0           |
| 2001           | 2           | 0           |
| 2002           | 14          | 0           |
| 2003           | 3           | 0           |
| 2004           | 2           | 1           |
| 通算           | 37          | 1           |